# Terrorisme en 1965

## Événements

### Mars
- 10 mars, Singapour : une bombe explose dans un bâtiment de la Hongkong and Shanghai Bank, sur Orchard Road et fait trois morts et une trentaine de blessés[1]. Cet attentat intervient en pleine confrontation indonésio-malaisienne.